# Héctor Tobar (Journalist)

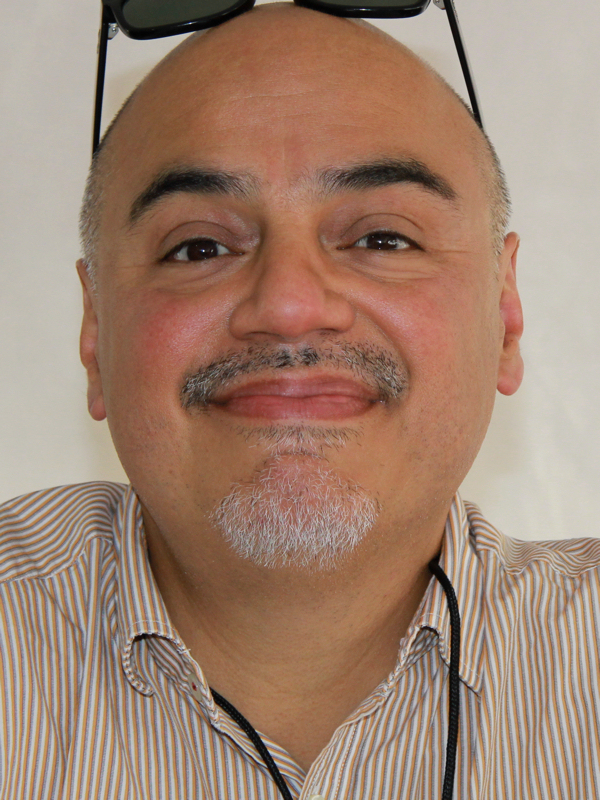
Héctor Tobar beim Texas Book Festival 2011

Héctor Tobar (* 1963 in Los Angeles) ist ein US-amerikanischer Romancier und Journalist. Seine Arbeiten beleuchten das Verhältnis zwischen Lateinamerika und den Vereinigten Staaten.
Tobar, Sohn von Einwanderern aus Guatemala, studierte an der University of California, Santa Cruz und absolvierte das MFA-Programm in Kreativem Schreiben der University of California, Irvine.
Nachdem er die Büros der Los Angeles Times in Mexiko-Stadt und in Buenos Aires geleitet hat, schreibt er nun wöchentliche Kolumnen für die Zeitung.
Für ihre Berichte über die Unruhen in Los Angeles 1992 erhielt das Team der LA Times mit Héctor Tobar den Pulitzer-Preis.
Die Zeitschrift Hispanic Business zählte Tobar 2006 zu den 100 einflussreichsten Hispanics in den Vereinigten Staaten.

## Werke
- The Tattooed Soldier,  Delphinium Books, Penguin Books, 1998, ISBN 978-1-883285-15-9
- Translation Nation: Defining a New American Identity in the Spanish-Speaking United States, Riverhead Books, 2005, ISBN 978-1-57322-305-8
- The Barbarian Nurseries, Farrar, Straus and Giroux, 2011.
  - dt.: In den Häusern der Barbaren (Piper, 2012)